# Nikolai Píssarev
Nikolai Nikolàievitx Píssarev - Николай Николаевич Писарев (rus) - (11 de novembre de 1968, Moscou, Rússia) és un futbolista rus, ja retirat, que jugava com a davanter.

## Trajectòria
Píssarev inicia la seua carrera al Torpedo de Moscou, on debuta amb el primer equip el 1986. Hi passa tres anys a l'equip moscovita i comença a destacar com una jove promesa. El 1990 marxa a l'estranger, a la lliga suïssa. Amb el FC Winterthur hi està dues campanyes, i deixa també la seua empremta golejadora.
Amb prestigi internacional, Píssarev retorna al seu país a un equip gran, l'Spartak de Moscou, on passa la millor part de la seua carrera: en les tres temporades a l'Spartak, marca fins a 22 gols en 76 partits, que van contribuir a obtindre nombrosos títols i li van obrir les portes de la selecció russa.
El 1995 fitxa pel CP Mérida, de la lliga espanyola, però no té èxit: vint partits i cap gol, mentre que el seu club perdia la categoria. A l'any següent marxa al FC St. Pauli alemany, on tampoc destaca.
Regressa a l'Spartak de Moscou a 1998 i torna a gaudir de joc i gols, tot i que no arriba als nombres de la primera etapa. Llevat d'un any al Dinamo de Moscou, Píssarev roman a l'Spartak fins al 2001, any en el qual fitxa pel FC Torpedo-ZIL, amb qui juga vuit partits abans de retirar-se.

### Clubs
- 1986 - 1989 Torpedo de Moscou
- 1990 - 1992 FC Winterthur
- 1992 - 1995 Spartak de Moscou
- 1995 - 1996 CP Mérida
- 1996 - 1997 St Pauli
- 1998 Spartak de Moscou
- 1999 Dinamo de Moscou
- 2000 - 2001 Spartak de Moscou
- 2001 Torpedo-ZIL

## Selecció
Píssarev va jugar tres partits internacionals amb la selecció de futbol de Rússia, i va marcar un gol. Tots tres partits van ser el 1995.
Amb les seleccions inferiors, Píssarev es va proclamar campió a l'Europeu sub-21 que es va celebrar el 1990.

## Palmarès
- Lligues de Rússia: 1992, 1993, 1994, 1998, 2000, 2001.
- Copa de Rússia: 1994.
- Europeu sub-21: 1990.